# Lituano-Américains
Les Lituano-Américains sont les Américains ayant partiellement ou en totalité des ancêtres lituaniens.
Selon l'American Community Survey, pour la période 2011-2015, 653 137 personnes déclarent avoir des ancêtres lituaniens.
Avec 20,8 % de sa population, Philadelphie, en Pennsylvanie, est la ville des États-Unis qui concentre la plus grande proportion d'Américains ayant au moins un ancêtre lituanien.